# Krisztián Lisztes
Krisztián Lisztes (2 de julho de 1976) é um ex-futebolista profissional húngaro que atuava como meia.

## Carreira
Krisztián Lisztes representou a Seleção Húngara de Futebol nas Olimpíadas de 1996.